# آدم كورتيس
كان آدم سيباستيان جينيفيف كورتيس (3 يناير 1934-8 أغسطس 2017) عالم أحياء الخلية بريطانيًا أجرى أبحاثًا حول التصاق الخلايا والتثبيط التلامسي. عمل في جامعة جلاسكو من عام 1967 حتى أصبح أستاذًا فخريًا في عام 2004. وكان رئيسًا لجمعية علم الأحياء التجريبي من 1993 إلى 1995 وزميلًا منتخبًا في الجمعية الملكية لإدنبره والجمعية الملكية لعلم الأحياء.

## النشأة والتعليم
ولد آدم سيباستيان جينيفيف كورتيس في 3 يناير 1934 في لندن في مستشفى جنوب لندن للنساء والأطفال. كان والده، هربرت لويس كورتيس، مهندسًا معماريًا خدم في الحرب العالمية الأولى من خلال قيامه بمسح الصور الجوية. ولدت والدته نورا باتريشيا ني ستيفنز في أيرلندا ودرست فنون الرسم في مدرسة سليد للفنون الجميلة.
خطط في البداية لدراسة الجيولوجيا والتحق بكلية الملك في كامبريدج وجامعة كامبريدج. قرر الالتحاق بجامعة كامبريدج ودراسة علم الأحياء بدلاً من الجيولوجيا. التحق بجامعة إدنبرة للحصول على درجة الدكتوراه، حيث درس في معهدها علم الوراثة الحيوانية تحت إشراف المستشارين كونراد هال وادينجتون و جيفري سلمان. ثم عاد إلى لندن لإكمال موعد بحثي بعد الدكتوراه مع مايكل أبيركرومبي، حيث أجرى أبحاثًا حول التثبيط التلامسي، وهي الآليات التي تتوقف بها الخلايا عن الحركة عند ملامستها لجسم آخر.

## حياة مهنية
في عام 1962 أصبح محاضرًا في علم الحيوان في كلية لندن الجامعية. في عام 1967، بدأ العمل في قسم علم الأحياء الخلوي الذي تم إنشاؤه حديثًا في جامعة جلاسكو، حيث أصبح بذلك أول أستاذ لعلم الأحياء الخلوي في المملكة المتحدة. في عام 1997 كان أحد مؤسسي مركز هندسة الخلايا في جامعة جلاسكو مع كريس ويلكينسون. كما ساعد في تأسيس جمعية هندسة الأنسجة والخلايا في المملكة المتحدة وعمل كرئيس لها من 2001 إلى 2003.
أدت ملاحظات كيرتس لحركة الخلايا عبر سطح ما إلى إجراء تجارب جديدة باستخدام الاهتزازات النانوية لتوجيه سلوك الخلايا الجذعية، وهو ما أطلق عليه اسم «الركل النانوي». في عام 2004 تقاعد ليصبح أستاذاً فخرياً. بعض طلاب الدكتوراه الذين نصحهم هم شيريل تيكل وريتشارد غالاغر.

## الجوائز والتكريمات
في عام 1972 حصل على ميدالية كوفييه من قبل جمعية علم الحيوان في فرنسا. كان زميلًا منتخبًا في الجمعية الملكية لإدنبرة، والجمعية الملكية لعلم الأحياء، وعلوم وهندسة المواد الحيوية. شغل منصب رئيس جمعية علم الأحياء التجريبية من 1993 إلى 1995.

## الحياة الشخصية والموت
تزوج آن كورتيس عام 1958. كانا قد التقيا في جامعة إدنبرة. كان لديهم ابنتان معًا، بينيلوبي كورتيس وسوزانا. توفي في 8 أغسطس 2017.